# ادوارد دی. بیکر
ادوارد دیکینسون بیکر (Edward Dickinson Baker) (24 فوریه ۱۸۱۱–۲۱ اکتبر ۱۸۶۱)، سیاستمدار آمریکایی، وکیل و افسر نظامی ایالات متحده بود. بیکر در چارچوب حرفه سیاسیش در خانه نمایندگان ایالات متحده از ایلینوی نمایندگی کرد و بعداً نیز به عنوان سناتور ایالات متحده از اورگن نمایندگی کرد. همچنین او به عنوان ناطق و شاعر نیز شناخته می‌شد. بیکر که دوست طولانی مدت نزدیک رئیس‌جمهوری ایالات متحده، آبراهام لینکلن بود که به عنوان سرهنگ ارتش ایالات متحده طی جنگ مکزیک-آمریکا و همچنین در جنگ داخلی آمریکا خدمت نمود. بیکر در «بلوف نبرد توپ» درحالی که رهبری هنگ ارتش اتحادیه را داشت کشته شد و تنها سناتر ایالات متحده در حال جلوس بود که تا کنون در یک درگیری نظامی کشته می‌شد.

## اوان زندگی و تحصیلات
او که در ۱۸۱۱ میلادی در لندن زاده شد، فرزند معلم ادوارد بیکر و لوسی دیکینسون بیکر بود. او فقیر، اما یک کوئیکری تحصیل کرده بود. ادوارد بیکر پسر و خانواده‌اش انگلستان را ترک گفته و در ۱۸۱۶ میلادی مهاجرت کرده و به فیلادلفیا وارد شدند، جاییکه پدر بیکر مدرسه‌ای تأسیس کرد. او را که «نِد» صدا می‌کردند، قبل از این که به عنوان کارآموز در نقش متصدی دستگاه بافندگی در یک کارخانه بافندگی کار کند، در مدرسه پدرش شرکت می‌نمود.: p.2  خانواده در ۱۸۲۵ میلادی فیلادلفیا را ترک گفته و به نیوهارمونی در ایندیانا سفر کرد، جامعه آرمانشهری در رودخانه اوهایو که توسط رابرت اوون رهبری می‌شد و به دنبال ایده‌آل‌های اجتماع‌گرایی بود.
خانواده در ۱۸۲۶ میلادی نیوهارمونی را ترک کرد و به بلویل در قلمروی ایلینوی نزدیک شهرک سنت لوئیس نقل مکان کرد.: p.12  بیکر و پدرش خانه و ارابه‌ای خریداری کرده و تجارت حمل بار با ارابه را که ند جوان در سنت لوئیس اجرا می‌کرد را شروع نمودند.: pp. 12–15  بیکر با فرماندار نینیان ادواردز ملاقات کرد، شخصی که به بیکر امکان دسترسی به کتابخانه حقوق را داد. او بعداً به کارولتون در ایلینوی نقل مکان کرد، جایی که در ۱۸۳۰ در کانون وکلای آنجا پذیرفته شد.: p.5 

### ازدواج
بیکر در ۲۷ آوریل ۱۸۳۱ میلادی با ماری آن فوس ازدواج کرد. آنها پنج فرزند داشتند.

## وکیل ایلینوی
به مدت کوتاهی پس از ازدواجش، بیکر به مریدان مسیح پیوسته و درگیر وعظ پاره-وقتی شد که به عنوان محصول جانبی در جهت انتشار آگاهی از مهارتش در خطابه عمومی عمل کرد، فعالیتی که در نهایت او را معروف ساخت.: p.9  یک سال پس از این ازدواج، بیکر در جنگ شاهین سیاه شرکت جست، اما در خصومت‌ها درگیر نشد.: pp. 26–28  او در حدود ۱۸۳۵ میلادی با آبراهام لینکلن آشنا شد و به زودی درگیر سیاست‌های محلی شد و در ۱ ژوئیه ۱۸۳۷ میلادی به عنوان نمایده در خانه نمایندگان ایلینوی انتخاب شد و در سنای ایلینوی از ۱۸۴۰ تا ۱۸۴۴ میلادی خدمت نمود. در ۱۸۴۴ میلادی در حالی که او در اسپرینگفیلد زندگی می‌کرد، لینکولن را ضمن نامزدی در هفتمین کنگره ایالات متحده شکست داده و به عنوان ویگ انتخاب شد. بیکر و لینکلن به سرعت دوست شدند، همراهی که منجر به اعتبار بخشی غسل تعمید لینکلن توسط بیکر گشت. با این حال، این ادعا توسط رهبران بعدی جنبش ترمیم به عنوان ادعایی جعلی رد شد، به طوری که کلیسای مسیحیت بیکر نیز در رد این ادعا با آن‌ها همراه گشت.
در ۱۸۴۴ میلادی، بیکر در رویداد منجر به مرگ جوزف اسمیت از خود «لاف دلیری» زد. جوزف اسمیت بنیانگذار جنبش قدیسان آخرالزمان بود که توسط جمعی در زندانی نزدیک نائوو در ایلینوی به قتل رسیده بود. بیکر به عنوان سرهنگی در شبه‌نظامیان محلی، بخشی از گروهی بود که از رهبران آن جمعیت پیروی می‌کرد، افرادی که از رودخانه میسیسیپی به میزوری فرار نموده بودند. او به جای این که منتظر بقیه برای پیوستن به او باقی بماند، از رودخانه رد شده و از فراریان گریخت.: p.24 
بیکر از ۴ مه ۱۸۴۵ میلادی تا زمان استعفایش در ۲۴ دسامبر ۱۸۴۶ میلادی خدمت نمود. او در مناقشه‌ای برسر مشروعیت خدمت همزمان در کنگره و ارتش استعفا کرد. این مناقشه ناشی از ماده ۱، بخش شش از اساسنامه ایالات متحده بود که به «بند ناسازگاری» شهرت داشته و از خدمت «افسر ایالات متحده» در هرکدام از خانه یا سنای کنگره منع می‌کرد.: p. 99  با این حال، این دو دوستان نزدیکی بودند و لینکلن یکی از پسرانش را به نام «ادوارد بیکر لینکلن» نامید و او را با نام دوستانه «ادی» صدا می‌کردند. لینکلن و بیکر اغلب در بازی «فایوز» که نوعی هندبال بود به رقابت می‌پرداختند.
بیکر طی جنگ آمریکا و مکزیک از سیاست بیرون افکنده شد و به عنوان سرهنگ در هنگ چهارم پیاده‌نظام ایلینوی در ۴ ژوئیه ۱۸۴۶ میلادی گماشته شد. در نبرد «سرو گوردو»، هنگ در ۴ ژوئیه ۱۸۴۶ میلادی به تیپ ایلینوی ژنرال جیمز شیلد در قسمت مربوط به ژنرال دیوید ئی. تویگز سپرده شد. هنگامی که شیلدز در یک سلسله آتش توپخانه‌ای به شدت مجروح شده بود، با جسارت تیپ را در مقابل آتشبار سنگربندی شده رهبری کرده که منجر به تسخیر سلاح‌ها شد. بعداً ژنرال وینفیلد اسکات گفت: «این تیپ بسیار شجاعانه توسط ژنرال شیلدز رهبری شد و پس از سقوطش توسط سرهنگ بیکر، برای رفتار دقیق و موفقیتش لایق قدردانی بالایی است». به مدت کوتاهی پس از «سرو گوردو»، دوره سربازگیری ایلینوی چهارم تمام شد و به نیو اورلئان بازگشته و در ۲۵ مه منفصل گشت.: p.45  بیکر در ۱۸۴۸ میلادی به اسپرینگفیلد بازگشت، اما به جای رقابت علیه لینکلن، مجدد برای کنگره نامزد شد و به جلینای ایلینوی بازگشته و نامزد گشت و به عنوان ویگ در ۳۱مین کنگره انتخاب شد (۴ مارس ۱۸۴۹–۴ مارس ۱۸۵۱). او برای نامزدی مجدد در ۱۸۵۰ میلادی اقدام نکرد.
او در ژوئیه ۱۸۵۰ میلادی، به شرکت راه‌آهن پاناما پیشنهاد داد تا مردانی را جهت کمک برای ساخت راه‌آهن جذب کند. بیکر موافقت کرد تا هزینه‌هایشان را از سنت لوئیس و پاناما پرداخت کنند و شرکت نیز قرار شد تا آن‌ها را در ۱ مه بفرستد.: pp.167–68  او در پاناما دچار بیماری حاره‌ای شده و مجبور به بازگشت به ایالات متحده آمریکا گشت.

## خدمات نظامی
او در ۴ ژوئیه ۱۸۴۶ به عنوان سرهنگ هنگ چهارم داوطلبان پیاده‌نظام به مأموریت فرستاده شد و همچنین یکی از سرتیپان درگیر در نبرد «سرو گوردو» را مورد تقدیر قرار داد. او تا زمان احضار افتخار آمیزش در ۲۹ مه ۱۸۴۷ به خدمت ادامه داد. پس از این که به صورت افتخار آمیز منفصل شد، وارد دوره چهارساله جدایی از خدمات نظامی شد، دورانی که طی آن از ۱۸۴۹ تا ۱۸۵۱ میلادی در ۳۱مین کنگره خدمت کرده و به سان فرانسیسکو منتقل شد، جاییکه به فعالیت‌های حقوقی پرداخت، در در ۱۸۶۰ میلادی به ارگن رفت، جاییکه به عنوان جمهوریخواه وارد سنای ایالات متحده شد تا یک جای خالی را طی دوره‌ای که از ۴ مارس ۱۸۵۹ میلادی شروع می‌شد پر کند.
در پاسخ به تقاضای رئیس‌جمهور آبراهام لینکلن برای ۷۵ هزار نیروی داوطلب جهت کمک برای دفاع از پایتخت ملت پس از سقوط دژ سامتر و افتادنش در دست نیروهای مؤتلفه اواسط آوریل ۱۸۶۱ میلادی، در طلوع جنگ داخلی آمریکا هنگی را برپا داشت که از شهر نیویورک و فیلادلفیا نیرو جذب می‌کرد. در ۱۷ مه ۱۸۶۱ میلادی، به او سرتیپی داوطلبان پیشنهاد داده شد، او از این افتخار صرفنظر کرده و به جایش تصمیم گرفت تا به عنوان سرهنگ هنگ هفتاد و یکم پیادهٔ پنسیلوانیا و سرتیپ داوطلبان در ۱۸۶۱ خدمت کند. با این حال تصدی او بر این سمت‌ها کوتاه مدت بود. در ۲۱ اکتبر ۱۸۶۱ میلادی، او در بلوف نبرد توپ‌های ویرجینیا کشته شد. سپس بقایای او به کالیفرنیا بازگردانده شد و در قبرستان ملی سانفرانسیسکو آرمید.

## سیاستمدار کالیفرنیایی
بعد از این که بیکر موقعیت کابینه را تحت ریاست زکری تیلور بدست نیاورد در ۱۸۵۲ میلادی به سانفرانسیسکو نقل مکان کرد. او فعالیت حقوقی موفقیت‌آمیزی داشت، با وجود این که فعالیت‌های او در توصیف برخی شلخته و بدون توجه به جزئیات بود، مشخصاتی که پیشتر هم او را دچار مشکل کرده بود: گفته می‌شود که او به عنوان قانونگذار توجه کمی به جزئیات دنیوی می‌کرد.: p.36  بیکر با ایساکا جی. ویستار ملاقات کرد، کسی که شانزده سال دستیار بیکر و اهل یک خانواده برجسته فیلادلفیایی بود. او گفت که بیکر سوابق را نگه نداشته و به خاطراتش و دسته‌ای از کاغذها وابسته بود که با خودش و در کلاهش حمل می‌نمود. بیکر آماده شدن برای پرونده‌های قانونی را خوار می‌شمرد و فکر می‌کرد که صحبت بالبداهه با یک عضو هیئت منصفه مؤثرتر است. ویستار گفت که بیکر حق‌الزحمه قابل توجهی دریافت می‌نمود، اما این پول را با همان سرعتی که بدست می‌آورد خرج می‌نمود و برخی از هزینه‌های پرداختی بدهی‌های قماری به نام «فارو» را می‌پرداخت. این دو در خیابان‌های مونتگومری و جکسون شراکت موفقی ایجاد نمودند.: p.181 
کالیفرنیا در ۱۸۵۰ میلادی به عنوان یک ایالت آزاد، در ایالات متحده پذیرفته شد، اما در بخش مؤخر دهه ۱۸۵۰ میلادی این ایالت در رابطه با مسئله برده‌داری به جهات مختلفی کشیده شد و بیکر رهبر جنبشی شد که کلیفرنیا را در اتحادیه نگه می‌داشت. در ۱۸۵۵ میلادی، او برای رقابتی بر سر یک کرسی در سنای ایالات متحده به عنوان یک ویگ در حزب «خاک آزاد» شرکت جست، اما به علت فروپاشی حزب ویگ این رقابت را باخت.: p.65 
در آن روزها بود که بیکر نام «عقاب گری» را از شعری اثر «جان نیل» اقتباس کرد و دلیل آن موی خاکستری بود (گرچه که در حال تاس شدن بود).: pp.262–263 : p.106  او تنها کمتر از شش فوت قد داشت. بیکر در ۱۸۵۵ میلادی درگیر پروندهٔ جنایی بدنامی شد که آینده قانونی و سیاسی او را تهدید می‌نمود. او شغلی را که توسط «بله کورا» پیشنهاد می‌شد را گرفت، شغلی که بیکر را برای دفاع از شوهرش «چارلز کورا» استخدام می‌نمود. چارلز کورا قمارباز شناخته‌شده‌ای بود که متهم به کشتن مارشال ایالات متحده گشته بود. هیئت منصفه قادر نبود تا به رأیی مورد اجماع برسد و سپس کورا توسط یکی از اشرار بدون محاکمه و خودسرانه کشته شد.: pp. 66–67  این تجربه بیکر را بدین سو برد که در حوزه حقوقی و «حزب اوردر» فعال شود، حزبی که با فعالیت‌های کمیته هوشیاری سانفرانسیسکو مخالفت کرده و قانون را در دستان خود می‌گرفت. به علت انتقادات کمیته از کنش‌های او، بیکر به صورت موقت شهر را ترک گفته و زمان خویش را در ناحیه ساکرامنتو گذراند.: p.184 

## سیاستمدار ارگن
بیکر که از شکستش برای کسب کرسی مجلس نمایندگان ایالات متحده در ۱۸۵۹ میلادی ناامید شده بود، به دنبال چراگاه‌های سبزتر سیاسی در شمال گشت. اورگن علاقه بخصوصی برای مردمی داشت که زمانی در ایلینوی زندگی می‌کردند، این افراد شامل مردانی بودند که او در اسپرینگفیلد می‌شناخته‌است. او در ۱۸۵۷ میلادی به سیاست اورگن علاقه‌مند شد، هنگامی که دکتر آنسون هنری، دوستی از اسپرینگفیلد که به اورگن نقل مکان کرده بود، به بیکر گفت که قادر است در سنای آنجا برنده شود. بعد از این که در ۱۴ فوریه ۱۸۵۹ میلادی به وضعیت ایالتی رسیدند، جمهوری‌خواهان اورگن از بیکر خواستند تا به ایالتشان آمده و برای سنا رقابت کرده و در آنجا علیه قدرت دموکراتیک عمل کند.: p.93 
تا پایان فوریه ۱۸۶۰ میلادی، خانواده بیکر به خانه‌ای در سیلم نقل مکان کرده بودند، در جایی که اکنون کمپ دانشگاه ویلامت است.: p.95  بیکر دفتر حقوقی باز کرد و برای جمهوری‌خواهان حول سنا شروع به ایجاد کمپین کرد. او در ۴ ژوئیه در سیلم، صداهای تهدید آمیز جدایی طلبی را تصدیق کرده و علاقه‌مندیش به مرگ در راه کشورش را اعلان نمود: «اگر برای من ذخیره شود تا زندگی بی ارزشم را بر قربانی کشورم در دفاع از آن در برابر حملات داخلی نمایم، امروز اینجا اعلان می‌کنم که اشتیاقی به کسب افتخاری بالاتر از از این ندارم که خورشید زندگیم به زیر سایه معبد آزادی رفته و نشان عظمت ملت را غسل تعمید دهد، ستارگان و خطوط راه راهی که جلویم امروز با افتخار در گرمای خون قلبم شناورند».: p.140 
مجمع قانونگذاری اورگن در سیلم طی سپتامبر ۱۸۶۰ میلادی دو مرد را در سنا برگزیدند. در تلاشی برای بازداشتن بیکر از دریافت اکثریت ۲۶ رأی، شش تا از سناتورهای طرفدار برده‌داری اجلاس را ترک گفته و در طویله قایم شدند تا از حدنصاب جلوگیری کنند. آنها بازگردانده شدند و قانونگذاران در ۷ اکتبر به سازش رسیدند و جیمز نسمیت از دموکرات‌های داگلاس و همچنین بیکر را انتخاب نمودند. دموکرات‌های داگلاس از بیکر پشتیبانی کردند که علت آن صداقت و پشتیبانی از حاکمیت اکثریت بود.: p.205 

## سناتور ایالات متحده
بیکر در ۵ دسامبر ۱۸۶۰ میلادی کرسی خود را کسب نمود. همکار اورگون او، سناتور جوزف لین از او خیلی خوشش نمی‌آمد، چنان‌که از دنبال کردن سنن پیشین امتناع کرده و بیکر را به سنا معرفی کرد، لذا سناتور دموکرات میلتون لثام از کالیفرنیا چنین نمود.: p.115 
سناتور جودا پی. بنجامین از لوئیزیانا در ۳۱ دسامبر چنین استدلال نمود که ایالات جنوبی حقی طبق قانون اساسی دارند تا کناره‌گیری کرده و سایر ایالات هم به زودی با کالیفرنیای جنوبی که در ۲۰ دسامبر کناره‌گیری نمود، همراه شدند.: p.220  بیکر استدلال بنجامین را روز بعد در یک سخنرانی سه ساعته رد نمود. او تأیید نمود که مخالف مداخله با روال کار برده‌داران در ایالات مربوطه بود، اما همچنین با انفکاک و توسعه برده‌داری به قلمروها و ایالات جدید نیز مخالف بود. در مارس ۱۸۶۱ میلادی از خود نسبت به سازش در برخی امور جهت اجتناب از گسست در مملکت علاقه‌مندی نشان داد.: p.226 

### معارفه لینکلن
آبراهام لینکلن در ۴ مارس ۱۸۶۱ معارفه شد. بیکر و سناتور جیمز ای. پیرس اهل مریلند هنگام حرکت از کاخ سفید به کپیتول در کالسکه ریاست جمهوری به عقب نگاه کرد و لینکلن و رئیس‌جمهور خارج‌شوند یعنی جیمز بیوکنن رو به جلو نگاه می‌کردند. روی اسب و جلوی سواره نظام اسکورت کننده مردی بود که بعدها فرمانده بیکر در نبرد «بلوف توپ» شد. سرهنگ چارلز پی. استون از افسران آینده اتحادیه بود که مسئول امنیت واشینگتن برای مراسم معارفه بود. استون اسبش را سیخونک زد تا بقیه اسب‌های هیئت را تحریک نماید، چرا که باور داشت اسبانی که از روی تکبر قدم برمی‌دارند، سد محافظتی بهتری ایجاد کرده و از کالسکه محافظت کنند. بیکر لینکلن را به مخاطبانی که در شرق ایوان کپیتول جمع شده بودند معرفی کرد: «شهروندانم، من به شما آبراهام لینکلن، رئیس‌جمهوری ایالات متحده را معرفی می‌کنم.»: p.231 
لینکلن بیکر را را در کابینه‌اش نام نبرد، چرا که حمایتش در سنا بسیار حیاتی بود. اگر بیکر از کرسی سنا استعفا داده بود، فرماندار طرفدار برده‌داری اورگن به نام جان ویتیکر دموکرات طرفدار برده‌داری را برای جانشینیش می‌گماشت.: p.116 

## مرگ در نبرد
جنگ داخلی آمریکا در ۱۲ آوریل هنگامی آغاز شد که توپخانه مؤتلفه بر برج سامتر آتش گشود و سه روز بعد رئیس‌جمهور لینکلن برای ۷۵ هزار داوطلب فراخوان داد. بیکر سنا را رها کرده تا به شهر نیویورک رود، جایی که او به مدت دو ساعت با جمعیت ۱۰۰ هزار نفری در میدان اتحاد طی ۱۹ آوریل سخنرانی کرد. او بی‌پرده بود: «ساعت تصفیه حساب گذشته‌است؛ جمع شدن برای نبرد در دست ماست و کشور نیازمند این است که همه مردان باید به وظایف خود عمل کنند.» او اختیار خویش در بالا بردن دست‌ها را تصدیق نمود: «اگر پراویدنس بخواهد، این دست ضعیف باید شمشیری بیرون کشد، هیچگاه مورد بی‌احترامی قرار نگیرد، در زمینی خارجی برای افتخار نجنگد، بلکه برای کشور، برای قانون، برای حکومت، برای قانون اساسی، برای حقوق، برای آزادی، برای انسانیت بجنگد».: p.125  روز بعد او با ۲۰۰ مرد از کالیفرنیا ملاقات نمود که می‌خواستند هنگی را تشکیل دهند که التزام ساحل غربی به عامل اتحاد را نمادسازی می‌کرد. بیکر در ۸ مه توسط وزیر جنگ، سیمون کامرون جهت تشکیل هنگ کالیفرنیا با او به عنوان افسر فرمان‌دهنده با رتبه سرهنگی مجوز دریافت کرده بود.: pp.125–26 
بیکر به ایساک جی. ویستار تلگراف کرد، شریک حقوقی سانفرانسیسکویی او که در فیلادلفیا بود از او خواست تا برای جذب و سازماندهی نیرو کمک کند. هنگامی که ویستار در مورد رتبه پرسید، بیکر اینگونه پاسخ داد: «نمی‌توانم در این لحظه رتبه نظامی را بدون به خطر انداختن کرسیم در سنا بپذیرم. اما تو روابط من را با لینکلن می‌دانی و اگر این کار را برای من بکنید، قادرم تا بهتان اطمینان دهم که طی شش ماه باید سرتیپ شده و شما باید فرستاده سرتیپ و فرمان رضایتبخشی را تحت فرماندهی من داشته باشید». بیکر در ۱۱ ژوئن به لینکلن نوشت و از او خواست که به او فرمانی داده شود که «او را در مرتبه دوم در کنار بقیه قرار ندهد».: p.126  تلاش‌های او نتیجه داد؛ در ۳۱ ژوئیه لینکلن نام‌های مردانی که برای سرتیپی توصیه شده بودند را برای سنا ارسال نمود. ادوارد بیکر در فهرست کنار نام‌هایی چون چارلز استون، اولیسز گرانت و سایرین قرار داشت.
او به سنا گفت که فرستاده را رد خواهد کرد، چرا که مشروعیت مشکوکی داشت. او گفت ازین که حکومت به او فرمانی با رتبه سرهنگی را داده خوشحال است و «کاملاً به خاطر تمامی کارهای نظامیم راضیم»، که نشان می‌دهد او باورمند بود که می‌تواند سرهنگ شده و در سنا باقی بماند. او در ۳۱ اوت به لینکلن نوشت تا این منصب را تنزل رتبه داده و مشکل ناسازگاری را خاطرنشان ساخت و یادآور شد که اجازه حکومت را برای نگهداشتن مأموریت سرهنگی را دارا بود.: p.137  مسئله‌ای که معما را بیشتر می‌کرد این بود که اداره جنگ بیکر را در ۲۱ سپتامبر آگاه ساخت که لینکلن او را با عنوان سرتیپی گماشته‌است. فهرستی از ژنرال‌های جنگ داخلی بر پایه سوابق رسمی نشان می‌دهند که بیکر رتبه سرتیپی را دارا بوده‌است. با این حال، سنای ایالات متحده بیان می‌کند که او سرهنگ بوده‌است.
او سرتیپ تیپی در بخش استون بود که از دژهای کنار رودخانه پوتوماک در شمال واشینگتن حفاظت می‌کند. بیکر در شامی با جورج ویلکس خبرنگار در اوت پیش‌بینی کرد که به زودی در نبردی کشته خواهد شد: «من مطمئنم که در این جنگ نباید زنده بمانم و اگر نیروهایم هرگونه اراده‌ای برای رسیدن به یک راه حل را از خود نشان دهند، در اولین نبرد سقوط خواهم کرد. بعد از حرفه خود در مکزیکو و به عنوان سناتور ایالات متحده، قادر نخواهم بود تا به دشمن پشت کنم».
بیکر در ۲۰ اکتبر در کاخ سفید متوقف شد تا دوست قدیمیش را ملاقات کند. لینکلن در مقابل یک درخت در محوطه چمن در قسمت شمال شرق کاخ سفید نشست، در حالی که بیکر بر روی زمین نشسته و دستانش را پشت سرش گرفته بود. ویلی لینکلن در برگ‌ها بازی می‌کرد در حالی که این دو مرد در حال صحبت کردن بودند. بیکر ویلی را برداشت و قبل از این که با رئیس‌جمهور هنگام ترک آنجا دست دهد، ویلی را بوسید. مری لینکلن یک دسته گل به بیکر داد و او آنها را با مهربانی پذیرفت و با ناراحتی گفت: «بسیار زیباست. این گلها و خاطره من با هم پژمرده خواهند شد».: p.157 
در ۲۱ اکتبر، گزارش کذبی در رابطه با اردوی مؤتلفه بدون محافظ در «بلوفِ توپ» موجب تشویق سرتیپ «چارلز پومروی استون» شد تا فرمان یورشی را صادر کند که در نهایت موجب درگیری با نیروهای متخاصم شد. بیکر سعی کرد تا نیروهای اتحادیه را تجدید نیرو کند، اما نتوانست متقاعد شود که قایق‌های کافی برای عبور از رودخانه وجود دارد، که بعداً نیز دچار تأخیر شدند. بیکر حدود ساعت چهار توسط گلوله‌هایی هدف قرار گرفت که به قلب و مغز برخورد کرده و او را درجا کشت. ویستار گفت که او و بیکر درست قبل از کشته شدنش بحث مختصری داشتند و بیکر گفت: «افسری که با این افراد می‌میرد هرگز تحت قضاوت شدید قرار نخواهد گرفت».: p.371  رئیس‌جمهور لینکلن آن عصری که اخبار مرگ بیکر را دریافت کرد در ستاد جورج مک‌کللن بود. چارلز کارلتن کافین از «ژورنال بوستون» لینکلن را هنگام دریافت خبر بیکر در حال گریه دید: «سر او به پایین خم شده و اشک از چشمانش بر روی گونه‌ها می‌غلتید، صورت او رنگ پریده و قلبش مملو از احساسات بوده و هنگام قدم گذاشتندر خیابان نزدیک بود بر زمین بیافتد».: p.1  هنگام خاکسپاری بیکر، مری تاد لینکلن واشینگتن را با حضور در میان گل‌های یاس بنفش، شامل دستکش و کلاه به جای رنگ سیاه سنتی مفتضح ساخت. با وجود دوستی نزدیک بیکر با شوهرش اینگونه واکنش نشان داد: «در شگفتم که آیا زنان واشینگتن از من انتظار دارند تا خودم را در سوگ هرکدام از سربازان کشته شده در این جنگ بزرگ خفه کنم؟» بعد از مراسم خاکسپاری که در فیلادلفیا و نیویورک سیتی صورت پذیرفت، بدن بیکر توسط کشتی بخار «نور شمالی» و از طریق راه‌آهن پاناما به سان فرانسیسکو برای خاکسپاری فرستاده شد. او در بخش OSD، سایت ۴۸۸ قبرستان ملی سانفرانسیسکو به خاک سپرده شد. بیکر یک بار در مورد خودش گفت: «نقطه مثبت من قدرتم برای فرماندهی، حکومت و رهبری افراد است. حس می‌کنم که می‌توانم مردانم را هرکجا رهبری کنم». با این حال دوستان بیکر فکر می‌کردند که استعداد اصلی او هدیه‌ای است برآمده از فن خطابه گری او.
مرگ او مقامات واشینگتن را شوکه کرد و منجر به تشکیل کمیته الحاقی کنگره برای رهبری جنگ شد. بیوهٔ بیکر به نام «مری آن» تقریباً سه سال بعد از مرگش در فهرست مستمری‌بگیران حکومتی قرار گرفت و ۵۰ دلار ماهانه دریافت می‌نمود. لایحه کنگره‌ای که این اعانه را ارائه داد در وبسایت کتابخانه کنگره قابل رؤیت است.

## ارجاعات
1. ↑  Horner, John B. (1919). "Edwin D. Baker" . Oregon: Her History, Her Great Men, Her Literature . J. K. Gill.
2. 1 2 3 4 5 6 7 8 9 10 11 12 13 14 15 16  Blair, Harry C. and Rebecca Tarshis (1960). Colonel Edward Baker: Lincoln's Constant Ally. Portland, Ore.: Oregon Historical Society.
3. ↑  Masur, Louis P. "Senator Baker's Waveless Shore". Opinionator (به انگلیسی). Retrieved March 22, 2017.
4. 1 2 3 4 5 6 7 8 9 10 11 12 13 14  Braden, Gayle A. (1960). The Public Career of Edward Dickinson Baker, unpublished PhD dissertation. Vanderbilt University.
5. ↑  Samuel (?–1852), Caroline C. (?–?), Lucy (?–?), Alfred W. (?–1898), and Edward Dickinson Jr. (?–1883)
6. ↑  Martin, Jim (1996). "The secret baptism of Abraham Lincoln". Restoration Quarterly. 38 (2). Archived from the original on October 19, 2012.
7. ↑  "Debates and Proceedings, 1833–1873". Congressional Globe (29th Congress, December 30, 1846). Retrieved August 8, 2014.
8. ↑  Lincoln Institute. "Edward D. Baker". Mr. Lincoln and Friends. Archived from the original on 4 March 2016. Retrieved February 13, 2012.
9. 1 2  Blair, Harry, and Tarshis, Rebecca. Colonel Edward D. Baker: Lincoln's Constant Ally. Portland: Oregon Historical Society, 1960.
10. 1 2  "Baker, Edward Dickinson". Biographical Directory of the United States Congress. Retrieved 2021-05-03.
11. ↑  Neal, John (1869). Wandering Recollections of a Somewhat Busy Life. Boston, Massachusetts: Roberts Brothers. OCLC 1056818562.
12. ↑  Hay, John (December 1861). "Colonel Baker". Harper's Magazine. Vol. 24. Retrieved 2021-05-03 – via Google Books.
13. ↑  Jensen, Vickie (2012). Women Criminals: An Encyclopedia of People and Issues. ABC-CLIO. p. 361. ISBN 978-0-313-33713-0. Retrieved 2021-05-03 – via Google Books.
14. ↑  Kennedy, Elijah (1912). The Contest for California in 1861: How Colonel E.D. Baker Saved the Pacific States for the Union. New York: Houghton Mifflin.
15. ↑  "[Title unknown]". Congressional Globe. August 1, 1861.
16. ↑  "US Civil War Generals". sunsite.utk.edu. Archived from the original on February 20, 2012. Retrieved February 14, 2012.
17. ↑  "U.S. Senate: Senator Killed in Battle". www.senate.gov.
18. ↑  Wilkes, George (30 October 1861). "Death of Col. Baker". The Agitator.
19. ↑  Wistar, Isaac (1914). Autobiography of Isaac James Wistar. New York: Harper & Bros.
20. ↑  Burlingame, Michael (1997). The Inner World of Abraham Lincoln. University of Illinois Press. p. 300. ISBN 978-0-252-06667-2.
21. ↑  Scott Wilson (August 22, 2016). Resting Places: The Burial Sites of More Than 14,000 Famous Persons, 3d ed. (2 volume set). McFarland. p. 37. ISBN 978-1-4766-2599-7.
22. ↑  Oscar Tully Shuck (1901). History of the Bench and Bar of California: Being Biographies of Many Remarkable Men, a Store of Humorous and Pathetic Recollections, Accounts of Important Legislation and Extraordinary Cases, Comprehending the Judicial History of the State. Commercial Printing House. pp. 434–.
23. ↑  S. 122